# Анрі Муассан
Фердина́нд Фредері́к Анрі́ Муасса́н (фр. Ferdinand Frederic Henri Moissan; 28 вересня 1852, Париж — 20 лютого 1907, Париж) — французький хімік. Лауреат Нобелівської премії з хімії 1906 року.

## Біографія
Французький хімік Фердинанд Фредерік Анрі Муассан народився в Парижі. Його батько був службовцем Східної залізничної компанії, а мати — кравчинею. Коли в 1864 році сім'я Муассан переїхала в Мо, хлопчик поступив в муніципальну гімназію. У гімназії майбутньому вченому зустрівся талановитий вчитель математики і природничих наук, який займався з Муассаном-гімназистом додатково і безкоштовно. Муассан настільки цілеспрямовано став вивчати хімію, що знехтував іншими предметами і після закінчення гімназії в 1870 році не був прийнятий до університету.
Після двох років служби помічником аптекаря він почав працювати в Музеї природної історії у хіміка Едмона Фремі. У 1874 р. Муассан перейшов в лабораторію П'ера Поля Дехерена у Вищу політехнічну школу — престижний політехнічний інститут, де вивчав фізіологію рослин. Дехерен умовив Муассана закінчити освіту, і той поступив в Паризький університет, де в 1874 році став бакалавром, а через три роки — магістром. У 1880 році Муассану був присуджений докторський ступінь з неорганічної хімії за роботи про оксид хрому.
Щоб заробити на життя, Муассан деякий час керував промисловою лабораторією, а з 1879 по 1883 р. працював асистентом лектора у Вищій фармацевтичній школі в Парижі і проводив там лабораторні заняття. У 1882 р. Муассан одружився з Леоною Люган, дочкою свого старого друга, аптекаря з Мо. У подружжя був один син. Сім'я дружини Муассан забезпечила їм фінансову допомогу, що дозволило вченому продовжувати свої дослідження, не турбуючись про заробіток. У 1886 р. він був обраний професором токсикології у Вищій фармацевтичній школі, а через три роки став професором неорганічної хімії.
Перенісши жорстокий напад апендициту, Муассан 16 лютого 1907 ліг на операцію. Хронічна серцева недостатність і роки роботи з токсичними хімічними речовинами послабили його організм, і через чотири дні він помер у віці 54 років.

## Наукова діяльність

### Відкриття і дослідження фтору
Не обтяжений фінансовими турботами, Муассан присвятив себе проблемі, яка протягом 80 років не піддавалася розв'язанню шляхом хімічного аналізу. Схожість між хлористоводневою і фтористоводневою кислотами свідчило про існування фтору, хімічно надзвичайно активного елементу, що належить до групи галогенів (до якої також входять хлор, бром і йод). Тим не менше всі спроби виділити вільний хлор з розплавлених солей фтористих сполук терпіли невдачу, оскільки при високій температурі, яка для цього була потрібна, звільнений фтор реагував з водою, з посудиною, де проходила реакція, з електродами. Безводний фтороводень не проводить електричного струму. З огляду на цей факт, Муассан в 1886 р. зумів виділити вільний фтор, використовуючи як електроліт безводний фторид калію, розчинений у безводній фтористоводневій кислоті, і платино-іридієві електроди. Через технічні труднощі, пов'язані з отриманням фтору при високих температурах, Муассан досліджував хімічні властивості фтор сполук при дуже низьких температурах. Разом з шотландським хіміком Джеймсом Дьюаром він отримав рідкий фтор при -185 °С, який навіть при цій температурі продовжував реагувати з воднем і вуглеводами. Вивчення цього самого хімічно активного з усіх відомих елементів урешті-решт призвело до відкриття карбон-тетрафторидів, метилу, етилу і ізобутілфторидів, а також сульфурілфторидів. Сучасне застосування фтору включає відділення урану-235 від урану-238 у вигляді гексафториду урану.
Муассан дослідив і сполуки фтору з металами: платиною, лужноземельними металами, сріблом і марганцем. Оскільки фтор та його сполуки високотоксичні, вони серйозно підривали здоров'я дослідників. Пізніше Муассан так відгукнувся про цей період: «Фтор відняв у мене 10 років життя».

### Дослідження алмазів
Він сподівався також домогтися виділення кристалів алмазів при розкладанні фторвуглеводнів, оскільки алмаз, вугілля, графіт, лампова сажа і кокс були відомі як різні форми вуглецю. Попри те, що ці спроби не вдалися, проведена Муассаном аналітична робота з алмазів показала, що вони часто містять домішки заліза. Оскільки було відомо, що залізо розчиняє вуглець і що алмази утворюються в умовах високої температури і високого тиску, Муассан спробував отримати алмази, піддаючи високому тиску розплавлене залізо, насичене вуглецем. Він домігся високого тиску, занурюючи розплавлене вуглецьвмісне залізо в холодну воду. При цьому насичене вуглецем залізо розширювалося всередині залізної кірки, що утворилася в результаті охолодження і, таким чином, створювався високий внутрішній тиск. Муассан претендував на те, що ця технологія забезпечить отримання дрібних алмазів, однак його надії не виправдалися.

### Хімія високих температур
Попри те, що робота Муассана з виробництва алмазів виявилася безплідною, розроблена ним технологія мала величезне практичне значення. Щоб отримати надзвичайно високі температури, він сконструював піч з електричною дугою, де температура нагрівання досягала 3500 °С. Завдяки цьому винаходу Муассан став засновником хімії високих температур. Він продовжував вивчати умови плавлення і випаровування речовин, яким, як вважалося, невластивий перехід в пароподібний стан, включаючи цирконій, молібден, марганець, хром, торій, вольфрам, платину, уран, титан і ванадій. Муассан виявив, що при дуже високих температурах вуглець, бор і кремній, які не виявляють активності при звичайних температурах, реагують з багатьма елементами і утворюють відповідно карбіди, бориди та силіциди. Він також отримав карбід кремнію (карборунд). Наукові відкриття Муассана негайно знайшли застосування в промисловості, наприклад, у виробництві ацетилену з карбіду кальцію.

### Інше
Крім вивчення властивостей сполук фтору, Муассан розробив технологію отримання бору, яка забезпечувала отримання чистого (99-процентного) бору в порівнянні з раніше одержаним 70-процентним. У 1893 році Муассан відкрив у кратері метеорита в Аризоні невідомий на той момент матеріал, який за своїми властивостями близький до алмазу і вважається другим за твердістю природним матеріалом. Він був названий на честь свого відкривача муассанітом.

## Нагороди
У 1906 р. Муассану була присуджена Нобелівська премія з хімії «за великий обсяг виконаних ним досліджень, за отримання елемента фтору і введення в лабораторну і промислову практику електричної печі, названої його ім'ям». Представляючи його від імені Шведської королівської академії наук, І. П. Класон заявив: 
|  | Весь світ захоплений великою майстерністю експериментатора, з якою ви виділили і досліджували фтор … За допомогою вашої електропечі ви дозволили розв'язати загадку створення алмазів в природі. Ви дали потужний імпульс світу технології, і він ще не реалізований повною мірою. |

 Муассан не промовив Нобелівської лекції.
Крім Нобелівської премії, Муассан отримав медаль Деві Лондонського королівського товариства (1896) і медаль Августа Вільгельма фон Гофмана Німецького хімічного товариства (1903). Він був членом Французької медичної академії і Французької академії наук, а також іноземним членом Лондонського королівського, Британського хімічного та інших наукових товариств. У 1900 р. Муассан був нагороджений орденом Почесного легіону.